# Théorème de Szemerédi
Ne doit pas être confondu avec Conjecture d'Erdős-Turán sur les bases additives ou Théorème de Szemerédi-Trotter.
En mathématiques, le théorème de Szemerédi, est la conjecture d'Erdős-Turán démontrée par Endre Szemerédi en 1975.

## Énoncé
Soient k un entier positif et 0 < δ ≤ 1/2. Alors il existe un entier N = N(k,δ) tel que tout sous-ensemble de {1 ; … ; N} d'au moins δN éléments contienne une progression arithmétique de longueur k.

## Bornes sur N
À l'heure actuelle, on ne sait qu'encadrer la valeur de N, dans le cas général le meilleur encadrement connu est celui-ci :
{\displaystyle C^{\log(1/\delta )^{k-1}}\leq N(k,\delta )\leq \exp \exp {\delta ^{-2^{2^{k+9}}}}.}
La borne inférieure est due à Behrend et Rankin, la borne supérieure a été étudiée par Gowers.
Dans le cas où {\displaystyle k=3}, on a la majoration suivante, due à Bourgain :
{\displaystyle N(3,\delta )\leq C^{\delta ^{-2}\log(1/\delta )}}.

## Historique
Le cas k=3 a été démontré en 1953 par Klaus Roth, en adaptant la méthode du cercle de Hardy-Littlewood. Cependant sa méthode ne se généralisait pas à tous les cas, et il a fallu attendre 1969 pour que Szeremédi démontre le cas k=4. En 1972, Roth étend à son tour sa méthode au cas k=4, et le cas général est finalement démontré par Szeremédi en 1975. Depuis, ce théorème a connu de nombreuses démonstrations faisant appel à divers domaines des mathématiques.
Ce théorème est un cas particulier de la conjecture d'Erdős sur les progressions arithmétiques, dont un autre cas résolu est le théorème de Green-Tao.
Un lemme de la démonstration, appelé lemme de régularité de Szemerédi, est un résultat de théorie des graphes qui s'est révélé très important dans ce domaine.